# Trust Company
Trust Company es una banda de  metal alternativo  formada en Montgomery, Alabama, Estados Unidos

## Historia
Originalmente conocidos como 41down, Trust Company es una banda de 4 piezas y cuenta con el vocalista/guitarrista Kevin Palmer, el guitarrista James Fukai, el bajista Josh Moates y el baterista Jason Singleton. Antes de finalizar la alineación de los integrantes en el 2000, la banda lanzó por sí misma dos récords (41down en 1997 y The Lonely Position of Neutral en 1999)
Antes de formar 41down, la banda se llamaba Ditch, desafortunadamente no tuvieron éxito así que decidieron ir a por otro "estilo de sonido". La banda fue formada el año 1997 a través de Kevin Palmer, de Jason Singleton y de Andy Clark, después de la escuela, en donde tocaron en varias otras bandas juntos, antes de que se dividieran para formar a su propio grupo. 41down tuvo el mismo trío que Ditch pero luego de lanzar su récord en 1997, Andy fue reemplazado por Josh Moates. Tocando en numerosos festivales pudieron al fin conseguir ser reconocidos. La banda siguió siendo un trío durante los 3 próximos años (1997-2000) mientras tocaban en varios conciertos locales para una base de fanes. A principios de 1999 tomaron como Mánager a Jeremy Williams de JL3 Management. A finales de 1999, "The Lonely Position of Neutral" fue grabado y lanzado (No confundirse con el álbum debut del 2002). En junio de 2000, la banda estaba buscando a un segundo guitarrista para complementar a Kevin. Han preguntado a Jamie Uertz (Productor de "The Lonely Position of Neutral") si estaba interesado, había rechazado la oferta pero ayudó a buscar a un segundo guitarrista. A través de Jamie, James Fukai y 41down se conectaron y ahora es una banda de 4 piezas. 
Jeremy empezó enviando demos a varios sellos discográficos y finalmente atrajeron la atención de DCide. Dcide viajó a Birmingham para presenciar la banda en noviembre del 2000 y después de ver la banda en vivo inmediatamente quisieron firmar a la banda. Poco después se llegó a un acuerdo entre 41down y DCide. The Album Is Almost Ready [EP] fue lanzada en el 2001 y la banda continuó con su gira "No Record Yet". Viajaron a Los Ángeles y Nueva York para mostrar a los sellos grandes mientras continúan su gira. Mientras tanto, se esperaba que se lanzara un álbum con DCide llamado "True Parallels" pero seguían tocando hasta que finalmente la banda consiguió ser firmado por Major Records label, Geffen Records.
La banda lanzó su principal álbum, "The Lonely Position Neutral", el 23 de julio de 2002. El álbum fue bien recibido, con éxito moderado, y sencillos como "Downfall" y "Running From Me" ganaron bastantes adeptos ya que sonaron bastante en las radios. El sello (álbum) fue Gold certificado por el RIAA, y la banda emprendió dar un tour con artistas tales como 30 Seconds To Mars y Papa Roach.
También viajaron con Korn y Disturbed como parte del Pop Sux Tour en el 2002.
Trust Company lanzó su segundo álbum , True Parallels, el 22 de marzo de 2005. Sin embargo, había empezado a sonar con singles durante el verano de 2004, con algunos Cover's del disco "Rock the Casbah" de la banda The Clash. También estuvieron implicados con la música para el programa Music For Relief, también hicieron temas referidos al terremoto grado 9.0 en el área de Indochina. A pesar de que se retrasa "True Parallels", y poco ayuda de Geffen Records para promover el álbum, lo incorporó Billboard Charts en #32 y se ha alcanzado a vender aproximadamente 200.000 copias en los Estados Unidos. La canción más famosa del álbum es The War is Over.
El 31 de marzo de 2005, Nintendo del Web site de América fijó una entrevista estelerizada por Jason Singleton, que consistió en preguntas relacionadas con el juego video. Archivo que puede ser leído en la sección de las noticias de Nintendo del Web site de América. En agosto de 2005, fue anunciado que el cantante y guitarrista Kevin Palmer había dejado la banda debido a las decisiones personales. La banda se disolvió poco después. Sin embargo, Kevin Palmer y Josh Moates han formado recientemente una banda nueva llamada Amity Lane, firmando con Californian Indie Records label, Corporate Punishment Records. Jason Singleton también está tocando actualmente como el redoblante para una nueva banda llamada Arm in Arms. James Fukai se juntó con su vieja banda, Hematovore, bajo su sello Indie Record label, Acerbic Noise Development.
El 11 de agosto de 2007, los cuatro miembros originales de la banda - Palmer, Moates, Singleton, y Fukai - anunciaron que estaban reunidos  y planearon dos  shows reencuentro  en Montgomery, Alabama, y que van a escribir y grabar un nuevo álbum en algún momento de liberación en 2008. El 18 de marzo de 2008, la banda ha publicado dos nuevas canciones tituladas "Waking Up" y "Stumbling" en su página de MySpace. La banda dijo en un blog que se trataba de versiones parciales de programa y pueden ser regrabadas. Más tarde se anunció que estarían repartiendo CDs con material inédito o raro de los últimos años en los conciertos con la compra de una camiseta. [Cita requerida]
Josh Moates optó por dejar la banda y fue reemplazado por el bajista Eric Salter. Eric Salter dejó la banda en 2009 y fue reemplazado por Wes Cobb.
Trust Company llevó a cabo una pequeña gira por Estados Unidos a finales de 2010 para promover su nuevo Single  "Heart In My Hands", de su tercer álbum de estudio ,Dreaming In Black and White, que fue lanzado el 8 de marzo de 2011. El primer sencillo fue lanzado en iTunes el 5 de octubre de 2010. a finales de octubre de 2010, la banda terminó el video musical de "Heart In My Hands" y el video se estrenó en VEVO el 15 de diciembre de 2010. el video musical cuenta con el bajista Rachel Bolan de  la Heavy Metal banda Skid Row. La banda fue en un viaje de 2 meses con Drowning Pool en la promoción del álbum.
2023, la banda anunció que tocarán en vivo en el Blue Ridge Rock Festival.

## Discografía

### Álbumes
| Información sobre álbumes |
| --- |
| The Lonely Position of Neutral - Fecha de publicación: 23 de julio de 2002 (Estados Unidos) - Discográfica: Geffen Records - Ventas: 500.000 (Gold) |
| True Parallels - Fecha de publicación: 22 de marzo de 2005 (Estados Unidos) - Discográfica: Geffen Records - Ventas: 900,000                        |
| Dreaming In Black and White - Fecha de publicación: 8 de marzo de 2011 (Estados Unidos) - Discográfica: Koch Records                                |

### Sencillos
| Año                                       | Tema                | US Hot 100 | U.S. Modern Rock | U.S. Mainstream Rock | Chile top 100  | Álbum                          |
| ----------------------------------------- | ------------------- | ---------- | ---------------- | -------------------- | -------------- | ------------------------------ |
| 2002                                      | "Downfall"          | 91         | 6                | 6                    | 1              | The Lonely Position of Neutral |
| 2002                                      | "Running From Me"   | -          | 22               | 24                   | 7              | The Lonely Position of Neutral |
| 2003                                      | "The Fear"          | -          | -                | -                    |                | The Lonely Position of Neutral |
| 2005                                      | "Stronger"          | -          | 20               | 22                   | True Parallels |                                |
| 2006                                      | "Erased"            | -          | -                | -                    | True Parallels |                                |
| 2010                                      | "Heart in My Hands" |            | —                | —                    | —              | Dreaming in Black and White    |
| "—" denotes a release that did not chart. |                     |            |                  |                      |                |                                |

### Demos
| Información sobre demos                                                                                    |
| --- |
| 41down (Self-Titled) - Fecha de publicación: 1997 (Estados Unidos)                                         |
| The Lonely Position of Neutral - Fecha de publicación: 1999 (Estados Unidos)                               |
| The Album Is Almost Ready (EP) - Fecha de publicación: 2001 (Estados Unidos) - Discográfica: DCide Records |

### Apariciones
- 2002 – "Downfall" – WWE Vengeance 2002
- 2002 - "Downfall" - BMX XXX
- 2003 – "Falling Apart" – WWE Royal Rumble (2003)
- 2003 – "Figure 8" and "Deeper Into You" – Project Gotham Racing 2
- 2003 – "Downfall" – Disney's Extreme Skate Adventure
- 2003 – "Hover (Quiet Mix)" – Underworld
- 2004 – "Take It All" – Breakdown
- 2004 – "Surfacing" – MVP Baseball 2004
- 2004 - "Downfall" - MX Unleashed
- 2005 - "Stronger" – MX vs. ATV Unleashed
- 2005 – "Stronger" – WWE Backlash 2005
- 2005 - "Figure 8" - GOMTV MBCGame StarLeague Season 4
- 2006 - "Downfall" - TRAILER TV SERIE "AQUAMAN"
- 2008 - "Downfall" - DSF Monday Night Strike

## Trabajos paralelos
- Amity Lane
- Hematovore

## Miembros actuales
- Kevin Palmer - voz principal, guitarra rítmica (1997-2005, 2007-presente)
- James Fukai - guitarra principal, coros (1998-2005, 2007-presente)
- Jason Singleton - batería (1997-2005, 2007-presente)
- Josh Moates - bajo 1997–2004, 2007–2008-2022 - presente)

## Miembros anteriores
- Eric Salter bajo (2008-2009)
- Walker Warren - bajo (2004-2005)
- Wes Cobb - bajo, coros (2010)

- Datos: Q1191293